# Манифест об учреждении министерств
Манифе́ст об учрежде́нии министе́рств — первый акт министерской реформы 1802-11 гг., регламентировавший деятельность отраслевых управленческих органов в Российской империи. Издан 8 сентября 1802 года императором Александром I.

## Содержание
Манифест учреждал восемь министерств:
1. Военных сухопутных сил
2. Морских сил
3. Иностранных дел
4. Юстиции
5. Внутренних дел
6. Финансов
7. Коммерции
8. Народного просвещения

Новыми были Министерство внутренних дел и Министерство народного просвещения.
Провозглашалось, что каждый министр будет иметь инструкцию, которая точно определит объём его полномочий. Все вопросы, превышавшие министерскую власть, разрешались императором, на основании министерского доклада по данному вопросу.

## Причины принятия манифеста
Работа отраслевых органов управления — коллегий, созданных ещё при Петре I, не удовлетворяла насущным потребностям нового века.
Во-первых, на протяжении XVIII столетия число коллегий значительно возросло по сравнению с эпохой царствования Петра: зачастую эти органы подменяли друг друга, так как одна и та же функция бывала возложена сразу на несколько коллегий. Бывало и обратное — какая-либо функция оставалась вне ведения коллегии.
9 коллегий, 2 учреждения, имевшие статус коллегий, канцелярия генерал-прокурора, сосредоточившая управление внутренними делами, юстицией и финансами, и около 14 других коллежских учреждений, а также 10 центральных учреждений придворного управления, подчиненных непосредственно императору, в совокупности составляли неповоротливый и плохо управляемый массив.
Эти учреждения, возникавшие на протяжении всего XVIII века и ещё продолжавшие действовать к 1801 году, по замечанию советского историка А. В. Чернова, «…не сложились в централизованные отрасли управления. Их внутренняя структура отличалась неопределенностью и неединообразием». Противоречивым был и правовой статус многих учреждений, что порождало неопределенность самого вида этих учреждений (то есть невозможность их юридической идентификации).
Во-вторых, в коллегиях отсутствовала персональная ответственность конкретных лиц — все решения принимались коллегиально.
В «Манифесте об учреждении министерств» должны были отразиться новые требования, предъявляемые к управлению государством:
1. Персональная ответственность руководителей и исполнителей.
2. Образование новых отраслевых органов — министерств, которых было восемь. Это численное сокращение, по сравнению с «расплодившимися» учреждениями, позволяло повысить оперативность в работе учреждений.

## Значение манифеста
Манифест явился важнейшим этапом в преодолении кризиса государственного управления, в реформировании системы центральной власти в России. Он явился основой для важнейшего документа — «Общего учреждения министерств», более чётко определившего министерские полномочия.